# تیتو گیسار
تیتو گیسار (انگلیسی: Tito Guízar; ۸ آوریل ۱۹۰۸ – ۲۴ دسامبر ۱۹۹۹) خواننده، بازیگر تلویزیون و بازیگر سینما اهل مکزیک بود.
از فیلم‌ها یا برنامه‌های تلویزیونی که وی در آن نقش داشته‌است می‌توان به برزیل اشاره کرد.